# Carlo Parola
Carlo Parola (Torino, 20 settembre 1921 – Torino, 22 marzo 2000) è stato un allenatore di calcio e calciatore italiano, di ruolo difensore.
Da allenatore fu tecnico di varie squadre, tra cui la Juventus, nella quale era cresciuto e aveva poi trascorso gran parte della sua carriera di calciatore, affermandosi tra i più grandi difensori del XX secolo.

## Biografia
Rimasto orfano di padre all'età di sette anni, all'indomani si trasferì con la madre a Cuneo dove iniziò a giocare a pallone. Tornò quindi nella natìa Torino dove, contemporaneamente all'attività nella Juventus, «ai tempi in cui anche giocare a calcio in Serie A veniva considerato un divertimento», lavorò come operaio in FIAT.
Fuori dal campo, con il collega Pietro Rava mise in piedi un'azienda per la produzione di palloni da calcio; inoltre nel 1948 comparve, insieme ad altri calciatori, nel film 11 uomini e un pallone diretto da Giorgio Simonelli, nella parte di se stesso.
Morì settantottenne, dopo una lunga malattia e in povertà, lasciando la moglie e un figlio; venne inumato nel cimitero Parco di Torino.

## Caratteristiche tecniche

### Giocatore
Emerso come centravanti, negli anni alla Juventus l'allenatore Felice Borel, grande seguace del sistema inglese, lo dirottò a centromediano con compiti a metà tra quelli di uno stopper e un libero – marcatura dell'attaccante avversario e, una volta riconquistato il pallone, impostazione della ripartenza –, facendone di fatto l'erede in maglia bianconera di Luis Monti. Nonostante l'iniziale ritrosia di Parola verso questo cambiamento, la nuova posizione in campo e le conseguenti prestazioni gli daranno risalto a livello internazionale.
La sua notorietà è dovuta soprattutto a un caratteristico gesto tecnico, la rovesciata, che il giocatore fu il primo a utilizzare con frequenza nel calcio italiano. La più famosa "rovesciata di Parola" nacque il 15 gennaio 1950, all'80' di Fiorentina-Juventus, così rappresentata dalle parole di Corrado Banchi, giornalista freelance, autore di una memorabile fotografia:
Quella rovesciata è stata pubblicata in oltre 200 milioni di copie con didascalie in greco e cirillico, arabo e giapponese, ed è puntualmente riproposta ogni anno sugli album Calciatori delle figurine Panini.

## Carriera

### Giocatore

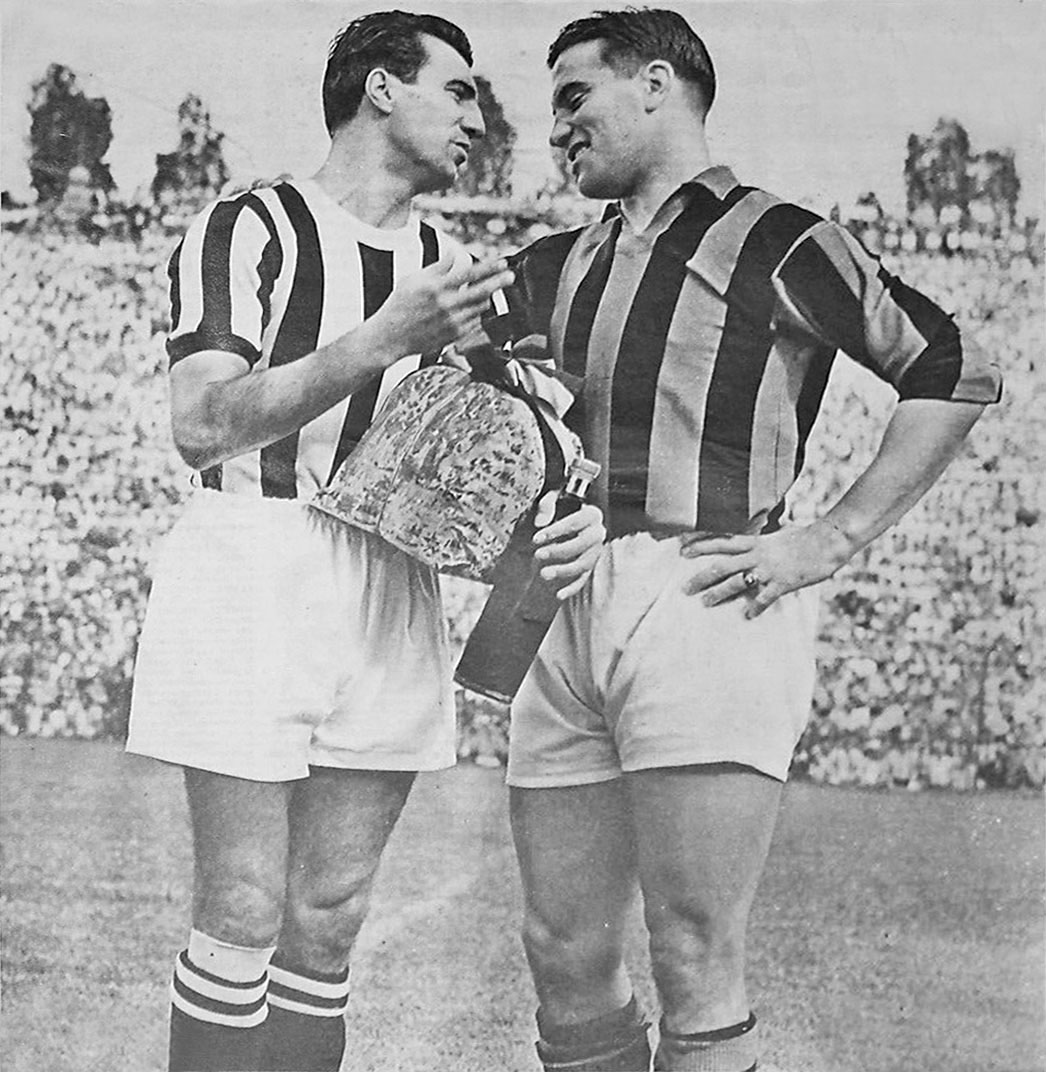
Parola (a sinistra) capitano della Juventus nel 1950, a quattrocchi col centravanti milanista Nordahl

Si dedicò al calcio dopo un breve periodo da ciclista. Esordì diciottenne in Serie A con la Juventus, club di cui diverrà una bandiera, alla fine degli anni 1930, proveniente dal Dopolavoro FIAT; il giornalista e scrittore Giovanni Arpino lo ribattezzò ben presto "Nuccio Gauloises" per via del suo unico vizio, un pacchetto giornaliero di sigarette. Con i piemontesi vinse una Coppa Italia (1941-1942) e due scudetti (1949-1950 e 1951-1952), collezionando in tutto 334 presenze. Nel 1954 fu ceduto alla Lazio, squadra con cui chiuse la carriera calcistica dopo aver disputato sette partite.
Per dieci volte indossò la maglia della nazionale. Fu il solo italiano che a Glasgow, il 10 maggio 1947, prese parte alla sfida tra Regno Unito e Resto d'Europa, organizzata per l'adesione delle Federazioni dell'isola alla FIFA; malgrado la pesante sconfitta (1-6) e un suo autogol, la prestazione di Parola piacque ai club britannici che, senza esito, tentarono di offrirgli un ingaggio.

### Allenatore
Una volta conclusa l'attività agonistica, intraprese immediatamente la carriera da tecnico facendo da vice a Luigi Ferrero sulla panchina della Lazio nel campionato 1955-1956. Successivamente ebbe un'esperienza triennale come tecnico dell'Anconitana, portando nella stagione 1957-1958 la compagine marchigiana a raggiungere la promozione in Serie C.
Nel 1959 fece un primo ritorno alla Juventus dove rimase per le successive tre stagioni, allenando la squadra affiancato, come direttore tecnico, dapprima da Renato Cesarini, poi da Gunnar Gren e infine da Július Korostelev. Quest'esperienza sulla panchina bianconera, molto positiva nel biennio iniziale grazie alla vittoria di due scudetti e due Coppe Italia – con il double nazionale del 1959-1960, il primo nella storia del club –, si concluse temporaneamente alla fine della stagione 1960-1961 per alcune incomprensioni con la dirigenza, da cui Parola venne tuttavia richiamato pochi mesi dopo, all'inizio del campionato 1961-1962, dopo l'improvvisa partenza di Gren. La terza e ultima annata fu tuttavia fallimentare, chiusa dai torinesi al dodicesimo posto della classifica, il loro peggior risultato mai conseguito sul campo: il declino della squadra, orfana di Giampiero Boniperti ritiratosi l'anno precedente, minata dai guai fisici di John Charles e dai pessimi rapporti tra l'asso rimasto, Omar Sívori, e Parola stesso, ritenuto troppo permissivo e di poco polso, furono considerati tra le cause del cattivo rendimento.

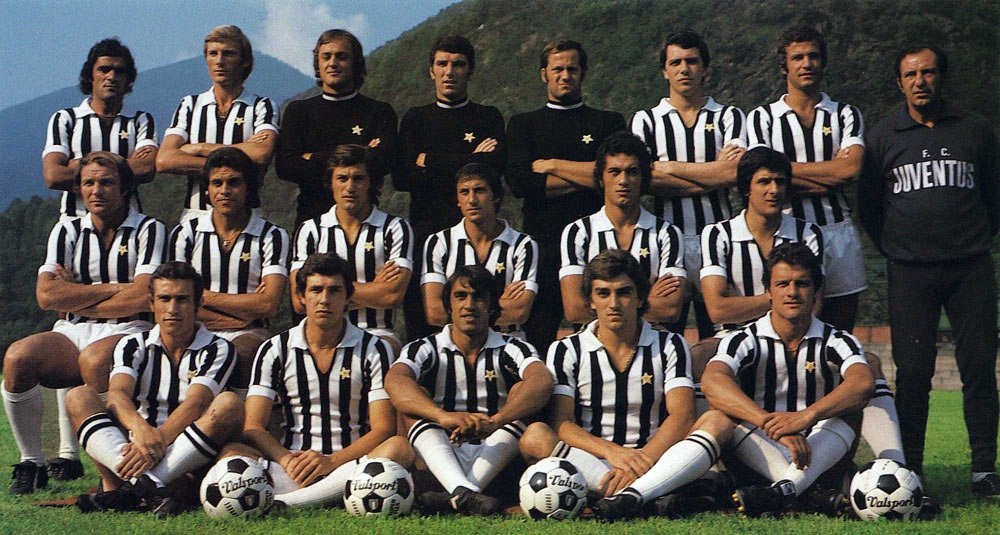
Parola (estrema destra) allenatore della Juventus campione d'Italia nella stagione 1974-1975

Nel 1962 passò ad allenare il Prato, al posto della coppia Ferrero-Andreoli, vincendo il girone di Serie C e conquistando la promozione in cadetteria. Quindi seguirono le esperienze di Chieri, Livorno, Napoli – quest'ultima in qualità di preparatore – e Novara, ottenendo con i gaudenziani nella stagione 1969-1970 una nuova promozione dalla Serie C e venendo premiato con il Seminatore d'oro quale miglior tecnico di quel campionato; riuscì poi a mantenere i piemontesi in Serie B per un quadriennio, contrassegnato da risultati che la compagine non otterrà più per i successivi quattro decenni. A Novara scoprirà e valorizzerà, tra gli altri, due giocatori destinati a laurearsi di lì a breve campioni d'Italia, il portiere Felice Pulici e il centrocampista Renato Zaccarelli.
Nel 1974 rientrò per la seconda e ultima volta alla Juventus, chiamato dall'ex compagno di squadra Boniperti, diventato nel frattempo presidente della società. Sostituì Čestmír Vycpálek e, al comando di una squadra collaudata e in ascesa, rivinse subito lo scudetto. Rimase un'altra stagione in bianconero, iniziata in testa e terminata al secondo posto a seguito di contrasti all'interno dello spogliatoio, specialmente tra Fabio Capello e Pietro Anastasi e il gruppo capeggiato da Giuseppe Furino e Roberto Bettega, che Parola non riuscì a sedare; la sconfitta, corrispondente all'unico titolo italiano conseguito dal Torino dopo la tragedia di Superga, convinse Boniperti al cambio in panchina, a fine stagione, con Giovanni Trapattoni. Per alcuni anni fece ancora l'osservatore per il club bianconero.

## Statistiche

### Cronologia presenze e reti in nazionale
| Cronologia completa delle presenze e delle reti in nazionale ― Italia | Cronologia completa delle presenze e delle reti in nazionale ― Italia | Cronologia completa delle presenze e delle reti in nazionale ― Italia | Cronologia completa delle presenze e delle reti in nazionale ― Italia | Cronologia completa delle presenze e delle reti in nazionale ― Italia | Cronologia completa delle presenze e delle reti in nazionale ― Italia | Cronologia completa delle presenze e delle reti in nazionale ― Italia | Cronologia completa delle presenze e delle reti in nazionale ― Italia |
| Data                                                                  | Città                                                                 | In casa                                                               | Risultato                                                             | Ospiti                                                                | Competizione                                                          | Reti                                                                  | Note                                                                  |
| --------------------------------------------------------------------- | --------------------------------------------------------------------- | --------------------------------------------------------------------- | --------------------------------------------------------------------- | --------------------------------------------------------------------- | --------------------------------------------------------------------- | --------------------------------------------------------------------- | --------------------------------------------------------------------- |
| 11-11-1945                                                            | Zurigo                                                                | Svizzera                                                              | 4 – 4                                                                 | Italia                                                                | Amichevole                                                            | -                                                                     |                                                                       |
| 1-12-1946                                                             | Milano                                                                | Italia                                                                | 3 – 2                                                                 | Austria                                                               | Amichevole                                                            | -                                                                     |                                                                       |
| 27-4-1947                                                             | Firenze                                                               | Italia                                                                | 5 – 2                                                                 | Svizzera                                                              | Amichevole                                                            | -                                                                     |                                                                       |
| 9-11-1947                                                             | Vienna                                                                | Austria                                                               | 5 – 1                                                                 | Italia                                                                | Amichevole                                                            | -                                                                     |                                                                       |
| 14-12-1947                                                            | Bari                                                                  | Italia                                                                | 3 – 1                                                                 | Cecoslovacchia                                                        | Amichevole                                                            | -                                                                     |                                                                       |
| 16-5-1948                                                             | Torino                                                                | Italia                                                                | 0 – 4                                                                 | Inghilterra                                                           | Amichevole                                                            | -                                                                     |                                                                       |
| 30-11-1949                                                            | Londra                                                                | Inghilterra                                                           | 2 – 0                                                                 | Italia                                                                | Amichevole                                                            | -                                                                     |                                                                       |
| 5-3-1950                                                              | Bologna                                                               | Italia                                                                | 3 – 1                                                                 | Belgio                                                                | Amichevole                                                            | -                                                                     |                                                                       |
| 2-4-1950                                                              | Vienna                                                                | Austria                                                               | 1 – 0                                                                 | Italia                                                                | Coppa Internazionale                                                  | -                                                                     | 46’                                                                   |
| 25-6-1950                                                             | San Paolo                                                             | Svezia                                                                | 3 – 2                                                                 | Italia                                                                | Mondiali 1950 - 1º turno                                              | -                                                                     |                                                                       |
| Totale                                                                |                                                                       | Presenze                                                              | 10                                                                    |                                                                       | Reti                                                                  | 0                                                                     |                                                                       |

## Palmarès

### Giocatore

#### Club
- Coppa Italia: 1

Juventus: 1941-1942
- Campionato italiano: 2

Juventus: 1949-1950, 1951-1952

### Allenatore
- IV Serie: 1

Anconitana: 1956-1957 (girone E)
- Coppa Italia: 2

Juventus: 1958-1959, 1959-1960
- Campionato italiano: 3

Juventus: 1959-1960, 1960-1961, 1974-1975
- Campionato italiano Serie C: 2

Prato: 1962-1963 (girone B)
Novara: 1969-1970 (girone A)